# Pareulype constricta
Pareulype constricta là một loài bướm đêm trong họ Geometridae.